# Autoserica setosiventris
Autoserica setosiventris är en skalbaggsart som beskrevs av Moser 1916. Autoserica setosiventris ingår i släktet Autoserica och familjen Melolonthidae. Inga underarter finns listade.